# بيتر هاس (ملحن)
بيتر هاس (بالألمانية: Peter Hasse der Ältere)‏ هو ملحن ألماني، ولد في 1575 في فرنكونيا في ألمانيا، وتوفي في 1640 في لوبيك في ألمانيا.

## وصلات خارجية
- بيتر هاس على موقع ميوزك برينز (الإنجليزية)
- بيتر هاس على موقع ميوزك برينز (الإنجليزية)
- بيتر هاس على موقع أول ميوزيك (الإنجليزية)
- بيتر هاس على موقع ديسكوغز (الإنجليزية)